# Видьманов, Виктор Михайлович
Виктор Михайлович Видьманов (род. 25 февраля 1934, село Давыдовка, Средневолжский край) — российский политик, президент корпорации «Росагропромстрой», был председателем правления «Агропромстройбанка» (АСБ-банк). Депутат Госдумы, член фракции КПРФ. Член ЦК КПРФ с 1993 г., член Президиума ЦК КПРФ с 1997 по 2004 гг.

## Биография
Родился в крестьянской семье, по национальности мордвин.
В 1951 г. поступил в Пензенский индустриальный институт, где получил специальность инженера-строителя и был направлен на работу в Красноярский край.
С 1965 г. — главный инженер, а затем управляющий трестом «Ачинскалюминстрой» В 1969 г. стал первым заместителем начальника Главкрасноярскстроя и руководил организацией строительства объектов цветной металлургии. В 1971—1973 гг. работал первым заместителем председателя исполкома Красноярского краевого Совета народных депутатов и отвечал в целом за строительный комплекс в крае.
С 1973 г. возглавлял отрасль сельского строительства (в должности Председателя Правления Всероссийского объединения межколхозных строительных организаций (Росколхозстройобъединение, РКСО), был председателем Государственного комитета[уточнить], министром[уточнить] РСФСР.
С 1992 г. — президент Российской акционерной агростроительно-промышленной корпорации «Росагропромстрой», председатель правления «Агропромстройбанка».
Депутат Верховного Совета РСФСР нескольких созывов.
Член Президиума ЦК КПРФ с 22 января 1995 года по 3 июля 2004 года.
В 1999 г. был избран депутатом Государственной Думы третьего созыва от КПРФ, отказался от мандата в связи с продолжением деятельности на прежних должностях.
7 декабря 2003 года был избран депутатом Государственной Думы четвёртого созыва. В Госдуме вошёл в состав фракции КПРФ.
Член Координационного совета общероссийского общественного движения «Народно-патриотический союз России». Академик Академии инвестиций и экономики строительства.

## Награды
Награждён орденом Октябрьской Революции, двумя орденами Трудового Красного Знамени, орденом Дружбы народов и многими медалями. Заслуженный строитель Российской Федерации.

## Семья
Женат, имеет двоих сыновей.